# Vietnam
Il Vietnam o Viet Nam (AFI: /vjetˈnam/; in vietnamita Việt Nam), ufficialmente Repubblica Socialista del Vietnam (Cộng hòa xã hội chủ nghĩa Việt Nam), è uno Stato del sud-est asiatico. Confina a nord con la Cina, a ovest con il Laos e la Cambogia, mentre a est e a sud si affaccia sul Mar Cinese Meridionale, che tra l'isola cinese di Hainan e il nord del Vietnam forma il golfo del Tonchino. A sud, per un breve tratto, il Vietnam si affaccia sul golfo del Siam. La capitale è Hanoi.
Il Vietnam è una repubblica di tipo socialista; l'attuale capo dello Stato dal 21 ottobre 2024 è , Lương Cường, il Segretario generale del Partito Comunista del Vietnam è Tô Lâm, mentre capo del governo è Phạm Minh Chính. La lingua ufficiale è il vietnamita.
Nel 1986, il governo ha avviato una serie di riforme economiche e politiche chiamate Đổi mới, riforme che hanno aperto il Vietnam al libero mercato e all'integrazione nell'economia mondiale. Nel 2000 la nazione ha riallacciato le relazioni diplomatiche con il resto del mondo e da allora sta registrando una rapida crescita economica e sociale, crescita che per quasi due decenni si è assestata a livelli tra il 7% e l’8% del PIL su base annua, abbattendo la povertà e favorendo l'aumento dei salari.

## Storia

### Le origini e i periodi di autonomia e dominazione cinese
Il primo Stato vietnamita nacque tra il IV e il II secolo a.C. attorno al Golfo del Tonchino, o Basso Tonchino: è il leggendario regno di Au Lac, che, nel 221 a.C. venne conquistato dai cinesi. Le lotte per l'indipendenza si susseguirono, la prima dal 200 a.C. al 111 a.C. e la seconda dal 39 d.C. al 43 d.C. Per due volte i cinesi riconquistarono la regione.
Il Paese riprese l'autonomia all'inizio del X secolo sotto la guida di Khúc Hạo, seguito da Khúc Thừa Dụ. Nel 938 l'imperatore Ngô Quyền, grande condottiero e stratega militare, sconfisse i cinesi alla foce del fiume Bạch Đằng fondando il Dai-Co-Viet.
Nel 1225 la dinastia iniziò l'espansione a sud del Golfo di Tonchino. Nel XIII secolo, mentre la Cina e la maggior parte degli Stati dell'Eurasia del tempo caddero sotto il dominio dell'Impero mongolo, il Vietnam, sotto la guida della dinastia Trần (e soprattutto del condottiero Tran Quoc Tuan), ne fermò per tre volte gli attacchi: nel 1258, 1285 e 1288. Queste vittorie annunciarono l'inizio della decadenza dell'Impero mongolo e contemporaneamente l'inizio del ruolo di potenza regionale del Vietnam.
Lo Stato vietnamita fece da barriera alla spinta dei cinesi da nord e si espanse verso sud a danno del Champa, o regni dei Chăm, e del Siam. Nel 1471 il Vietnam sconfisse definitivamente i regni dei Chăm (chiamato Annam al tempo del protettorato francese), e massacrandone la popolazione.

### L'Indocina

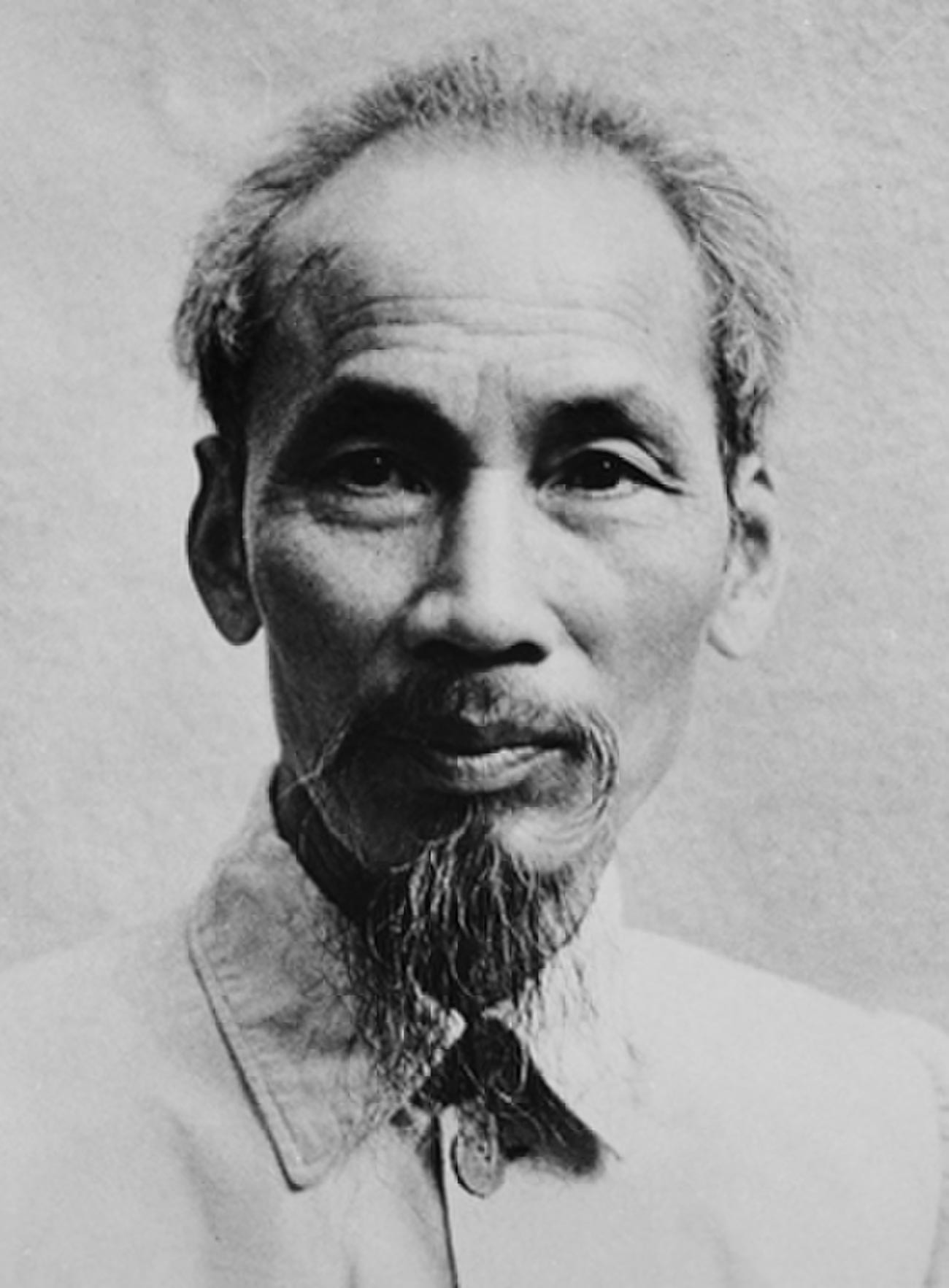
Ritratto di Ho Chi Minh nel 1946 circa.

Tra il 1700 ed il 1760 la regione della Cocincina, sottratta alla Cambogia, entra a far parte del Vietnam. Nel 1770 una rivolta contadina conduce però ad una tripartizione del Paese.
A riunificarlo è, a partire dal 1789, Nguyễn Ánh (Gia Long), appoggiato da ufficiali e missionari francesi esuli dalla Rivoluzione. A metà del XIX secolo la penetrazione coloniale della Francia diede praticamente fine a qualsiasi tipo di autonomia. La Francia impose, tra il 1858 ed il 1884 un dominio diretto, pur lasciando formalmente sul trono le dinastie locali in regime di protettorato. Nel 1887, la dominazione coloniale francese prende la forma dell'Unione indocinese (Union indochinoise).
Durante la seconda guerra mondiale, il Paese fu invaso dai giapponesi (settembre 1940-luglio 1941), i quali lo ressero in collaborazione con l'amministrazione coloniale francese, fedele al regime di Vichy. Con la liberazione di Parigi (agosto 1944), i giapponesi disarmarono i francesi e diedero vita all'effimero Impero del Vietnam. L'unica forza politica interna al Paese in grado di contrastare l'occupazione fu quella guidata dal leader comunista-nazionalista Ho Chi Minh, il quale, alla fine della guerra, proclamò l'indipendenza del Paese e dichiarò nullo il trattato del protettorato, siglato nel 1884 con la Francia. Nell'estate del 1946, per contrastare Ho Chi Minh, la Francia concesse l'indipendenza alla Cocincina e intervenne militarmente per contrastare i partiti comunisti (guerra d'Indocina), ma nel 1954 fu sconfitta, prima potenza coloniale della storia, dall'esercito del Viet Minh comandato dal generale Giap, nella battaglia di Dien Bien Phu.

### La divisione e la guerra del Vietnam
L'esito della guerra d'Indocina fu la conferenza di Ginevra del 1954, a seguito della quale il territorio vietnamita fu temporaneamente diviso in due sfere di influenza: il Vietnam del Nord ai comunisti di Ho Chi Minh; il Vietnam del Sud al dittatore filo-americano anticomunista Ngô Đình Diệm. In base all'accordo di Ginevra, nel 1956, il Vietnam sarebbe dovuto divenire uno ed indivisibile con un governo eletto tramite elezioni democratiche. Tra le potenze mondiali, la Cina e l'Unione Sovietica si schierarono con il Nord, mentre gli Stati Uniti appoggiarono il Sud.
Le elezioni del 1956 non ebbero luogo principalmente a causa del timore dei sudvietnamiti e statunitensi di una vittoria elettorale di Ho Chi Minh, vittoria che avrebbe esteso l'influenza comunista in Estremo Oriente nell'ottica della teoria del domino. Temendo di perdere, Diem rifiutò le elezioni nazionali e dichiarò il Vietnam del Sud uno Stato sovrano. Nelle campagne del sud si svilupparono quindi movimenti di ribellione, dei quali ben presto i comunisti presero l'egemonia. Nel 1957 avrà inizio così una vera e propria guerriglia, iniziata dai Viet Minh e da altre formazioni minori che in seguito confluiranno nel Fronte di Liberazione Nazionale (noto in occidente come Viet Cong), collegato con il Vietnam del Nord che infiltrò in misura crescente nel corso degli anni le sue forze regolari per supportare i guerriglieri. Negli anni sessanta, in sostegno dell'inefficiente governo sudvietnamita, gli Stati Uniti d'America, prima con John Fitzgerald Kennedy e poi soprattutto con Lyndon B. Johnson, iniziarono un massiccio intervento militare. L'esercito americano tuttavia, nonostante un enorme impiego di uomini e risorse belliche, non riuscì a prevalere sull'ostinata resistenza della guerriglia Viet Cong nel Vietnam del Sud che poteva contare su un costante rifornimento di uomini e armamenti fatti pervenire attraverso la Cambogia e sulle forze regolari nord-vietnamite. Gli Stati Uniti non riuscirono a contrastare gli approvvigionamenti dell'esercito nordvietnamita e temendo un coinvolgimento diretto nel conflitto di Cina e Unione Sovietica, preferirono rispettare gli accordi internazionali che impedivano l'occupazione del suolo cambogiano.
Gli effimeri accordi di pace di Parigi del 27 gennaio 1973 riconobbero la sovranità di entrambi gli stati ma consentirono ai Viet Cong e ai nord-vietnamiti infiltrati al sud di rimanere in armi nel Vietnam del Sud, mentre le truppe americane lasciarono completamente il teatro di guerra entro il 29 marzo 1973. Proprio nel 1973 venne assegnato congiuntamente il premio Nobel per la pace a Lê Đức Thọ, che lo rifiutò e allo statunitense Henry Kissinger. Nel 1973, dopo che quasi 60.000 soldati erano stati uccisi, gli Stati Uniti ritirarono tutte le loro truppe da combattimento e lasciarono al solo Vietnam del Sud l'onere di sostenere lo sforzo bellico contro il Vietnam del Nord e i Vietcong.
In assenza degli americani, la situazione del Vietnam del Sud divenne disperata, mentre il Vietnam del Nord, sostenuto materialmente dalla Cina e dall'Unione Sovietica, nel 1975 invase il Vietnam del Sud, in violazione degli accordi di pace di Parigi. I nord-vietnamiti unitamente alle formazioni locali di Viet Cong ebbero facilmente la meglio sul demoralizzato e disorganizzato esercito sud-vietnamita. A seguito della rapida avanzata delle forze comuniste una enorme moltitudine di persone fuggì verso la capitale e il regime del Vietnam del Sud, abbandonato definitivamente dagli americani, crollò in poche settimane. Saigon cadde il 30 aprile 1975.

### La riunificazione e la Repubblica Socialista del Vietnam
Nel 1976 il Vietnam fu ufficialmente riunificato sotto il controllo del governo del nord con il nome di "Repubblica Socialista del Vietnam". Saigon fu ribattezzata Ho Chi Minh. Date le condizioni disastrate di un Paese devastato da decenni di conflitti e occupazione coloniale, con terreni agricoli bombardati o inquinati con buona parte della popolazione morta, ferita o altrimenti traumatizzata dalla guerra, dall'economia dei due paesi piegata a fini militari e a causa delle persecuzioni di massa (oltre mezzo milione di internati nel periodo successivo al termine dei combattimenti), centinaia di migliaia di vietnamiti del Sud decisero di abbandonare il Paese; l'esodo durò per tutto il decennio successivo.
Lo scoppio di costanti scontri di confine con la Cambogia governata dal regime dei Khmer rossi di Pol Pot portò il Vietnam nel 1978 a lanciare un'invasione su vasta scala del territorio cambogiano, deponendo il regime di Pol Pot e istituendo lo stato fantoccio della Repubblica Popolare di Kampuchea. Ciò provocò uno stato di tensione militare con la Cina, alleata dei Khmer Rossi: nel 1979 vietnamiti e cinesi si affrontarono in una breve guerra conclusasi con un nulla di fatto, cui fece seguito una serie continua di scontri di confine perdurata per un decennio. Solo il ritiro dei reparti vietnamiti dalla Cambogia all'inizio degli anni 1990 portò a un rasserenarsi della situazione internazionale del Vietnam.
Nel 1995 il Vietnam diventò membro dell'ASEAN, l'Associazione delle Nazioni dell'Asia Sud-Orientale, e ristabilì relazioni diplomatiche ufficiali con gli Stati Uniti d'America. Nel 2000, il Presidente statunitense Clinton visitò il Vietnam e, l'anno successivo, conferì al Paese asiatico lo status commerciale di Most Favored Nation. Nel 2006 il Vietnam divenne membro della Organizzazione mondiale del commercio (OMC).
Nell'ottobre 2015, il Paese ha raggiunto un accordo sulla Trans-Pacific Partnership, un accordo commerciale multilaterale di libero scambio che coinvolge una vasta area economica e geopolitica affacciata sul Pacifico, di cui fanno parte dodici Paesi, tra cui Giappone, Australia, Canada, Messico.

### Geografia

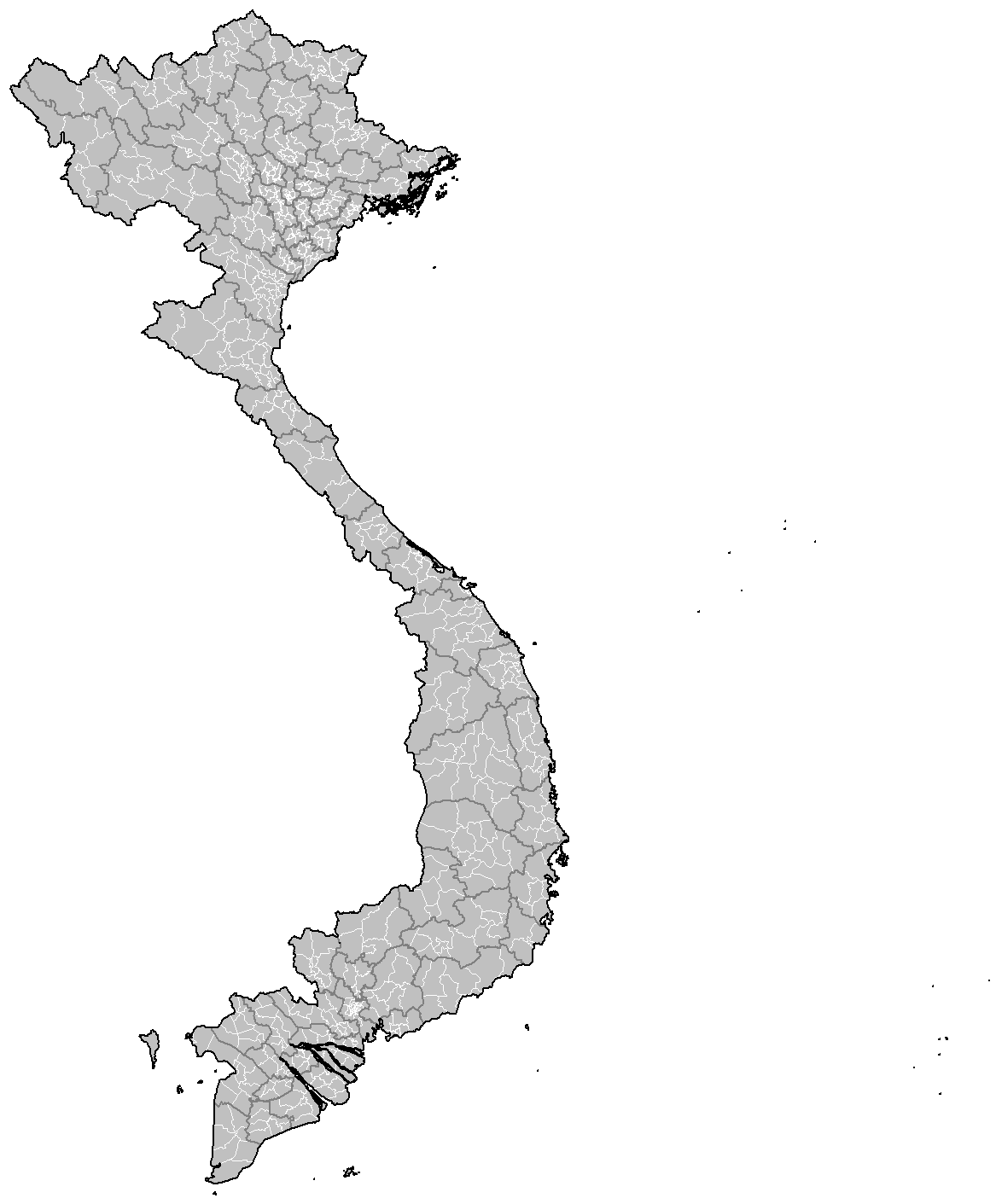
I distretti del Vietnam

Il Vietnam confina a nord con la Cina e a ovest con la Cambogia e il Laos; si affaccia a est e a sud sul mar Cinese Meridionale. Nel territorio sono riconoscibili tre regioni.

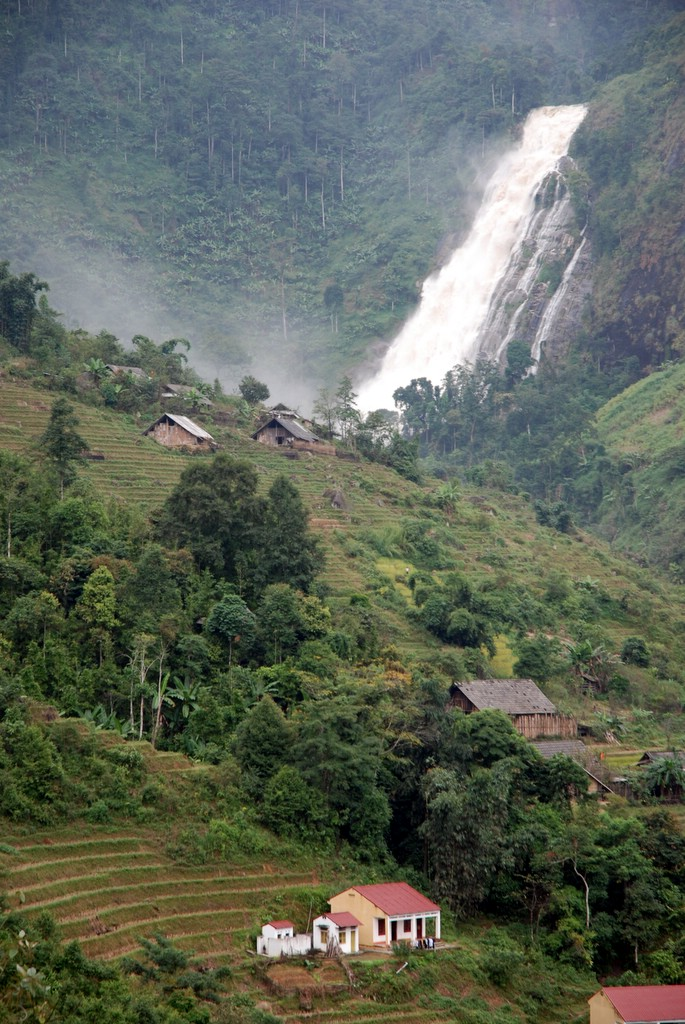
Cascata di Argento, Sa Pa, Lào Cai

Nel nord del Paese si trovano i tavolati ed il delta del fiume Rosso; il sud è diviso fra le depressioni prossime alla costa, il gruppo montuoso Dãy Trường Sơn, con alti pianori, ed il delta del fiume Mekong. Il territorio vietnamita è caratterizzato per l'80% da colline e montagne con una folta vegetazione, mentre solo il restante 20% è costituito da zone pianeggianti. Al nord del Paese si trovano i rilievi dello Yunnan, che si innalzano oltre i 3000 m, la parte che raggiunge il golfo del Tonchino raramente raggiunge i 1000 m; queste formazioni montuose proseguono anche nel mare formando circa 1 200 isolotti. Verso ovest i rilievi dello Yunnan tendono ad alzarsi, fino alla cosiddetta Porta dell'Annam oltre la quale inizia la catena annamita e la parte centrale del Vietnam.
Nella parte a nord della regione dell'Annam la cordigliera segue la linea della costa e fa da spartiacque tra i fiumi affluenti del Mekong e i fiumi che sfociano nel Mar Cinese meridionale. Nella parte a sud la linea della cordigliera si separa creando varie creste montuose, tra le quali si formano valli fluviali o isolando bacini intermontani. Nel sud del Vietnam la catena annamita si abbassa fino agli altopiani Moi e alla grande pianura della Cocincina bassa e uniforme.

### Idrografia
I fiumi principali che attraversano il Vietnam sono il Mekong e il Fiume Rosso, che sfociano rispettivamente nel Mar Cinese meridionale e nel Golfo del Tonchino.

### Temperature e clima

Mappa climatica del Vietnam

Le temperature durante l'anno oscillano tra i 5 e i 37 °C. Il clima è caratterizzato da inverni secchi e estati piovose. La stagione estiva è sempre preceduta da periodi caldissimi. Il Vietnam è geograficamente situato nella regione tropicale, tuttavia solo il Vietnam centrale e meridionale sono tropicali, mentre il Vietnam settentrionale è subtropicale.

### Flora e fauna
Nelle regioni a nord, soprattutto di montagna si osserva il progressivo passaggio alla foresta a latifoglie decidue e conifere. Le foreste tropicali pluviali sono abitate da grandi mammiferi come elefanti, cervi, tigri e leopardi. Nel Paese vivono inoltre scimmie, lepri, scoiattoli e lontre, numerosi rettili tra cui coccodrilli e serpenti, e molte specie di uccelli.
La intensa antropizzazione ha drasticamente ridotto con il tempo la vegetazione naturale e la popolazione animale. Questo fatto è dovuto soprattutto alla intensiva coltivazione del riso nelle pianure e sui terrazzamenti collina.

### Aree protette

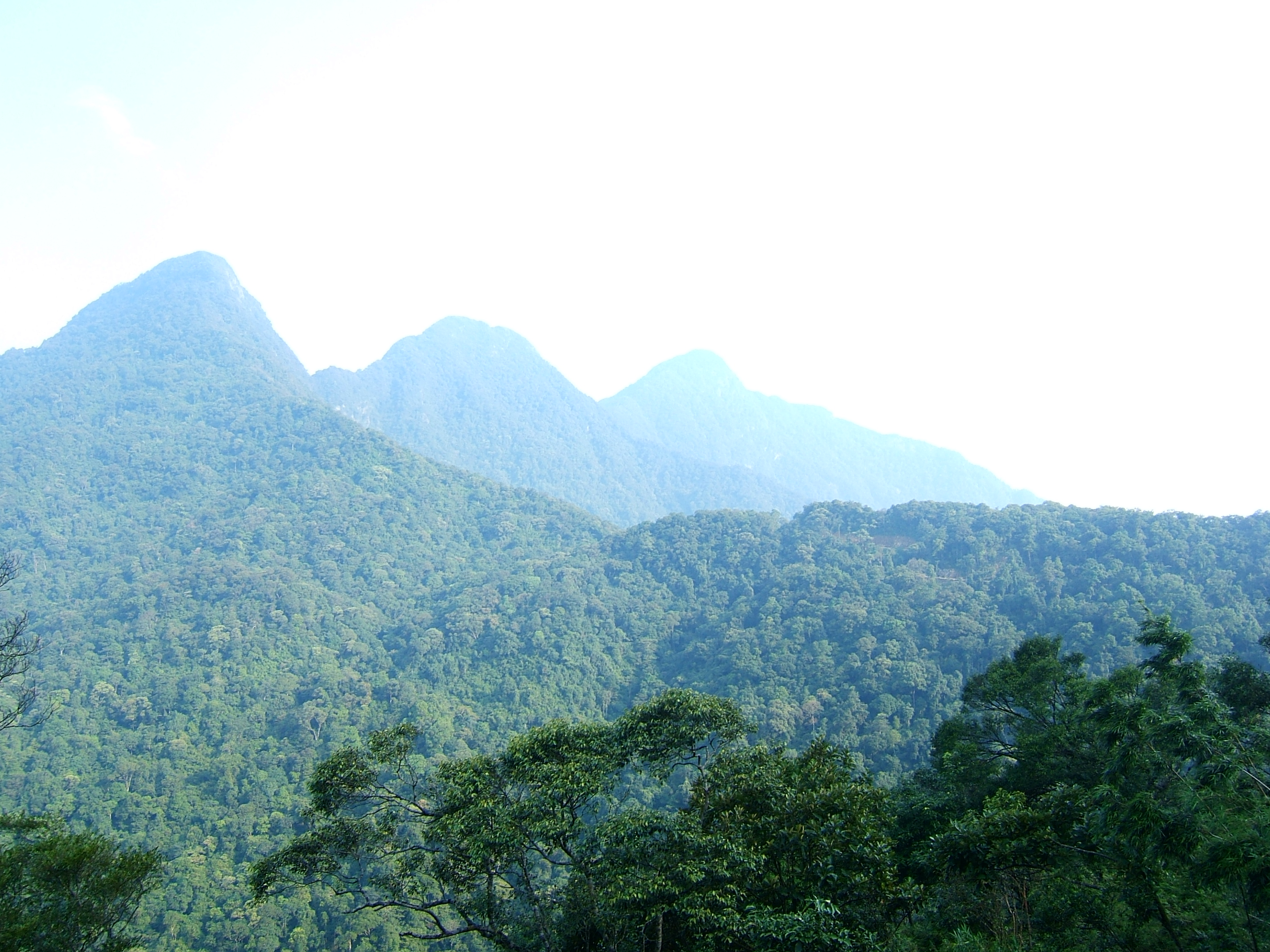
Il Tam Đảo il parco nazionale che è famoso per Tam Dao caudata

In Vietnam sono presenti numerosi parchi nazionali, tra cui il Parco nazionale di Con Dao. Il Parco nazionale di Phong Nha-Ke Bang è stato designato come patrimonio dell'Umanità dall'UNESCO, insieme alla Baia di Ha Long, il Santuario di Mỹ Sơn, al Complesso dei monumenti di Hué e all'Antica città di Hoi An.
Sono anche presenti sei riserve della biosfera: la Foresta di Mangrovie di Can Gio, il Parco nazionale di Cat Tien, il Parco nazionale di Cat Ba, il Parco nazionale di U Minh Thuong, il Delta del fiume Rosso, il Nghe An Occidentale.

La Baia di Ha Long, panoramica a 180° gradi

Si trova in Vietnam la più grande grotta del mondo: la grotta Sơn Đoòng.

## Popolazione
La densità di popolazione del Vietnam è di 270 abitanti per km².

### Demografia

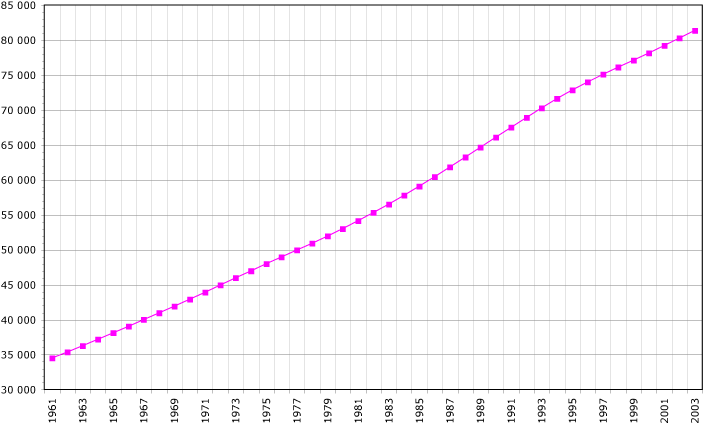
Crescita demografica del Vietnam dal 1961 al 2003

Il Vietnam conta approssimativamente 98 500 000 abitanti. È in gran parte composta di giovani; infatti nel 2020 il 23,19% di vietnamiti aveva meno di 15 anni. Uno degli scopi del governo è quello di ridurre il tasso di crescita demografica, mentre la speranza di vita si aggira intorno ai 70 anni. Dal punto di vista territoriale, la popolazione si concentra nelle città costiere e nella regione della Cocincina.
La popolazione è composta per l'86,2% da vietnamiti, mentre il restante 13,8% è composto da cinesi, tailandesi, cambogiani e da altre minoranze che vivono in prevalenza nelle zone montuose del nord. Il gruppo etnico dei vietnamiti (kinh o việt) è concentrato nei delta alluvionali e nelle pianure costiere, formando un gruppo sociale omogeneo che esercita il pieno controllo sulla vita del Paese grazie alla tradizionale posizione culturale dominante e al predominio sulle attività politiche ed economiche.

### Etnie

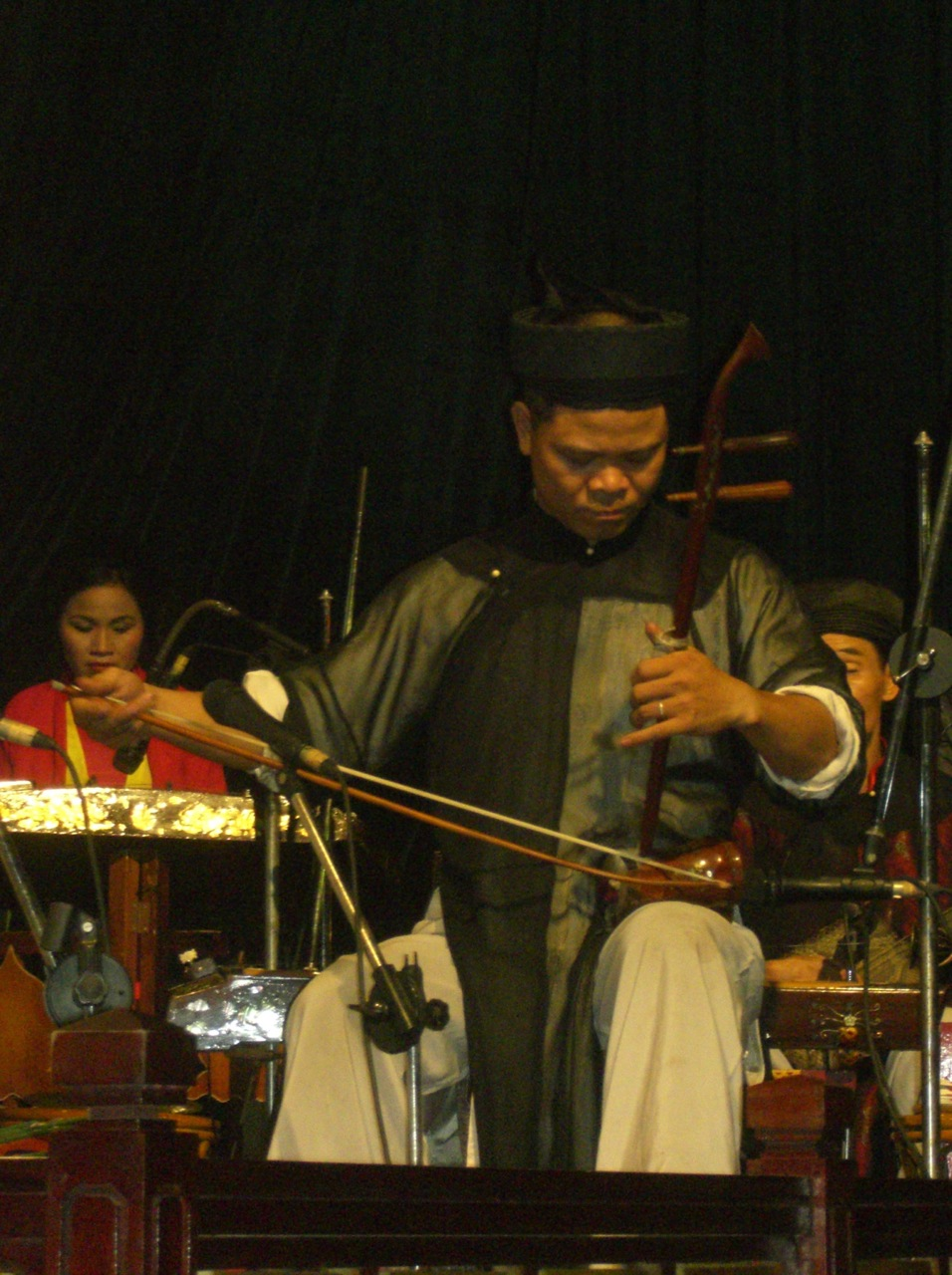
Un artista vietnamita suona il đàn nhị

Il gruppo etnico principale è quello dei Việt, e, stando al censimento ufficiale del 1º aprile 1999, le etnie minoritarie contano il 13,8% della popolazione.
Le principali minoranze etniche del Vietnam sono:
1. Tày: 1 477 514 persone (1,9%)
2. Thái: 1 328 725 (1,7%)
3. Mường: 1 137 515 (1,5%)
4. Khmer krom: 1 055 174 (1,4%)
5. Hoa: 862 371 (1,1%)
6. Nùng: 856 412 (1,1%)
7. H'Mông: 787 604 (1%)
8. Dao: 620 538 (0,8%)

I Tày vivono nelle zone di transizione fra pianura e collina del nord del Paese. La loro lingua fa parte del sottogruppo centrale delle lingue tai ed è molto simile alla lingua zhuang della Cina meridionale. Gli Zhuang sono la principale minoranza etnica cinese, concentrata nello Guangxi e, in parte, nello Yunnan, province entrambi confinanti con il Vietnam. I Thái sono di etnia thailandese e vivono nella parte centrale e nord del Paese. I Mường sono un gruppo etnico autoctono, i più affini alla maggioranza Viet dal punto di vista culturale e linguistico; vivono nelle zone collinari e montagnose del nord.
I khmer krom sono di etnia khmer o cambogiana e vivono sia nel delta del Mekong che a sud di esso, in territori per lungo tempo parte dell'impero Khmer. Gli Hoa sono di origine cinese (Han), vivono in prevalenza del Guangdong, parlano la lingua cantonese o la lingua teochew e risiedono nelle aree urbane in tutto il Paese. I Nùng sono un'etnia imparentata linguisticamente con i Tày e gli Zhuang. Gli H'Mông, già noti come Meo, corrispondono ai Miao della Cina, dove sono concentrati nel Guizhou, ed anche nell'Hunan e nello Yunnan. Meo e Miao sono considerati termini offensivi dagli Hmong.
I Dao o Yao sono un'etnia imparentata linguisticamente con gli H'Mông. Dei 54 gruppi etnici riconosciuti, una quarantina di gruppi minori sono collettivamente noti come degar o, in francese, montagnard, perché abitano sugli altopiani. La tradizionale denominazione in lingua vietnamita fa riferimento alla loro natura barbara e ostile (ai Viet).

### Religione

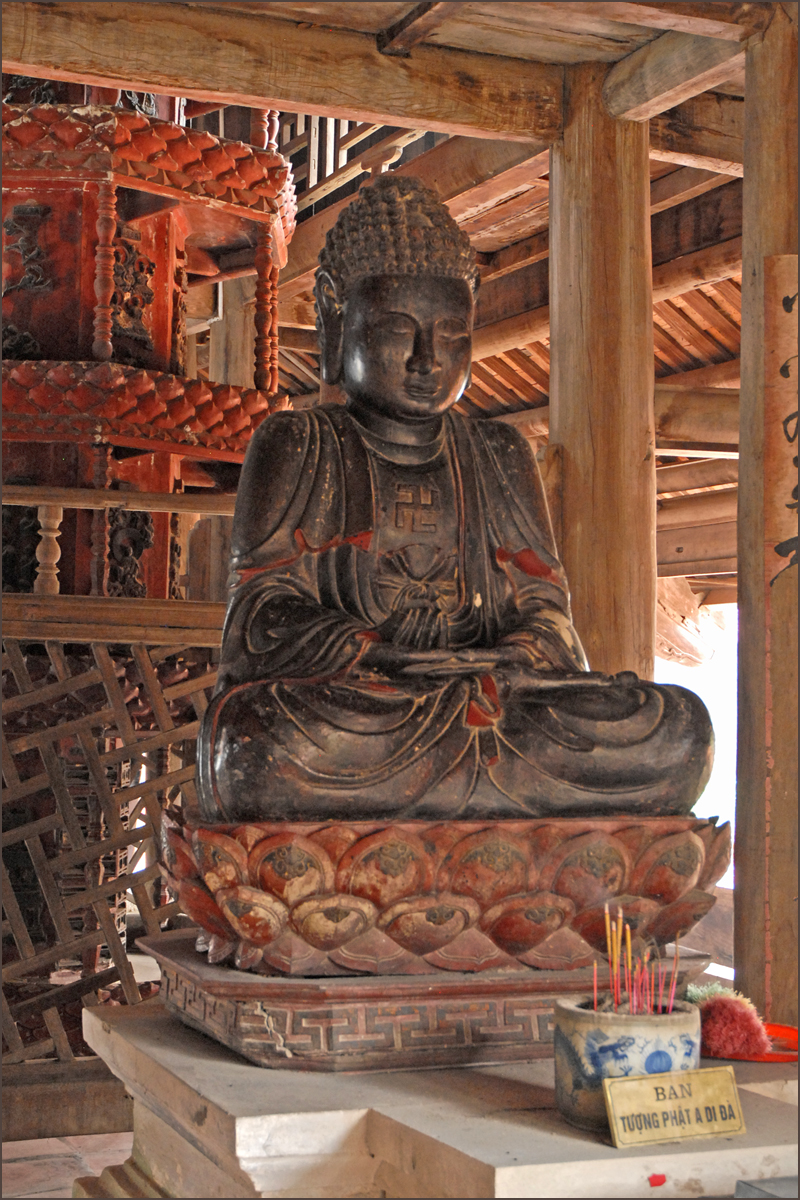
Statua del Buddha in pagoda Bút Tháp

La maggior parte dei vietnamiti non aderisce a religioni organizzate, ma segue le religioni tradizionali vietnamite, che attribuiscono grande importanza al culto degli antenati. Le religioni popolari sono basate, come in Cina, sull'armonica fusione dei cosiddetti "tre insegnamenti" (Tam Giao): Confucianesimo, Taoismo e Buddismo. La maggioranza dei vietnamiti si identifica generalmente come buddista, ma nell'ambito familiare e civico segue il Confucianesimo, mentre per ciò che riguarda l'interpretazione della natura e del cosmo segue il Taoismo.
La tradizionale religione buddista mahayana è la prevalente tra le religioni organizzate. Più recentemente si sono diffusi i culti del Cao Đài e degli Hòa Hảo. I cattolici sono il 10%; in valore assoluto si tratta della maggiore comunità asiatica, dopo le Filippine.

### Lingue
Il vietnamita, lingua ufficiale parlata dalla maggioranza della popolazione, è scritta in alfabeto latino con fonetica di base portoghese.
Il francese, eredità dell'epoca coloniale, è parlato da una minoranza ormai in declino, parlata solo dalle generazioni anziane cresciute durante la colonizzazione; oggi lo studio della lingua inglese come lingua straniera è dominante. Il Vietnam fa parte della Organisation Internationale de la Francophonie, anche tramite la creazione, in costante progresso, di percorsi di istruzione in lingua francese sia a livello primario che secondario. Nelle regioni interne del Paese è diffusa la lingua khmer.

## Ordinamento dello Stato

### Suddivisioni storiche e amministrative

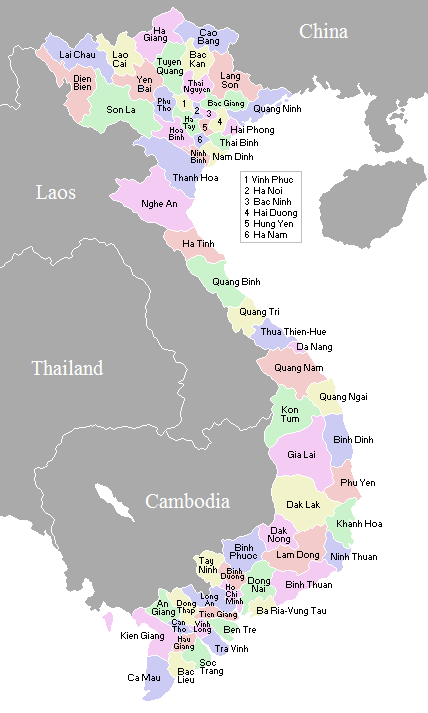
Suddivisioni amministrative del Vietnam

Il Paese è suddiviso in 8 regioni, 59 province e 5 municipalità: Hà Nội, Hải Phòng, Cần Thơ, Đà nẳng e Hồ Chí Minh.
| Nome                                | Capoluogo                           | Abitanti (al 1º luglio 2006) | Superficie (al 1º gennaio 2006) | Regione                              |
| ----------------------------------- | ----------------------------------- | ---------------------------- | ------------------------------- | ------------------------------------ |
| Bắc Ninh                            | Bắc Ninh                            | 1 009 800                    | 823,1 km²                       | Hà Nội Kinh-Dong Bang Song Hong      |
| Hà Nam                              | Phủ Lý                              | 826 600                      | 859,7 km²                       | Hà Nội Kinh-Dong Bang Song Hong      |
| Hải Dương                           | Hải Dương                           | 1 722 500                    | 1652,8 km²                      | Hà Nội Kinh-Dong Bang Song Hong      |
| Hưng Yên                            | Hưng Yên                            | 1 142 700                    | 923,5 km²                       | Hà Nội Kinh-Dong Bang Song Hong      |
| Nam Định                            | Nam Định                            | 1 974 300                    | 1650,8 km²                      | Hà Nội Kinh-Dong Bang Song Hong      |
| Ninh Bình                           | Ninh Bình                           | 922 600                      | 1392,4 km²                      | Hà Nội Kinh-Dong Bang Song Hong      |
| Thái Bình                           | Thái Bình                           | 1 865 400                    | 1546,5 km²                      | Hà Nội Kinh-Dong Bang Song Hong      |
| Vĩnh Phúc                           | Vĩnh Yên                            | 1 180 400                    | 1373,2 km²                      | Hà Nội Kinh-Dong Bang Song Hong      |
| Hà Nội (municipalità)               | Hà Nội (municipalità)               | 5 760 200                    | 3119 km²                        | Hà Nội Kinh-Dong Bang Song Hong      |
| Hải Phòng (municipalità)            | Hải Phòng (municipalità)            | 1 803 400                    | 1520,7 km²                      | Hà Nội Kinh-Dong Bang Song Hong      |
| Hà Tĩnh                             | Hà Tĩnh                             | 1 306 400                    | 6026,5 km²                      | Bắc Trung Bộ                         |
| Nghệ An                             | Vinh                                | 3 064 300                    | 16498,5 km²                     | Bắc Trung Bộ                         |
| Quảng Bình                          | Đồng Hới                            | 847 900                      | 8065,3 km²                      | Bắc Trung Bộ                         |
| Quảng Trị                           | Đông Hà                             | 625 800                      | 4760,1 km²                      | Bắc Trung Bộ                         |
| Thanh Hoá                           | Thanh Hóa                           | 3 680 400                    | 11136,3 km²                     | Bắc Trung Bộ                         |
| Huế (municipalità)                  | Huế (municipalità)                  | 1 143 500                    | 5065,3 km²                      | Bắc Trung Bộ                         |
| Bắc Giang                           | Bắc Giang                           | 1 594 300                    | 3827,4 km²                      | Dong Bac                             |
| Bắc Kạn                             | Bắc Kạn                             | 301 500                      | 4868,4 km²                      | Dong Bac                             |
| Cao Bằng                            | Cao Bằng                            | 518 900                      | 6724,6 km²                      | Dong Bac                             |
| Hà Giang                            | Hà Giang                            | 683 500                      | 7945,8 km²                      | Dong Bac                             |
| Lạng Sơn                            | Lạng Sơn                            | 746 400                      | 8331,2 km²                      | Dong Bac                             |
| Lào Cai                             | Lào Cai                             | 585 800                      | 6383,9 km²                      | Dong Bac                             |
| Phú Thọ                             | Việt Trì                            | 1 336 600                    | 3528,4 km²                      | Dong Bac                             |
| Quảng Ninh                          | Hạ Long                             | 1 091 300                    | 6099,0 km²                      | Dong Bac                             |
| Thái Nguyên                         | Thái Nguyên                         | 1 127 200                    | 3546,6 km²                      | Dong Bac                             |
| Tuyên Quang                         | Tuyên Quang                         | 723 300                      | 5870,4 km²                      | Dong Bac                             |
| Yên Bái                             | Yên Bái                             | 740 700                      | 6899,5 km²                      | Dong Bac                             |
| Điện Biên                           | Điện Biên Phủ                       | 459 100                      | 9562,5 km²                      | Tây Bắc                              |
| Hoà Bình                            | Hoà Bình                            | 820 400                      | 4684,2 km²                      | Tây Bắc                              |
| Lai Châu                            | Lai Châu                            | 319 900                      | 9112,3 km²                      | Tây Bắc                              |
| Sơn La                              | Sơn La                              | 1 007 500                    | 14174,4 km²                     | Tây Bắc                              |
| Daklak                              | Buôn Ma Thuột                       | 1 737 600                    | 13139,2 km²                     | Tây Nguyên                           |
| Dak Nông                            | Gia Nghĩa                           | 407 300                      | 6516,9 km²                      | Tây Nguyên                           |
| Gia Lai                             | Pleiku                              | 1 161 700                    | 15536,9 km²                     | Tây Nguyên                           |
| Kontum                              | Kon Tum                             | 383 100                      | 9690,5 km²                      | Tây Nguyên                           |
| Lâm Đồng                            | Đà Lạt                              | 1 179 200                    | 9776,1 km²                      | Tây Nguyên                           |
| Bình Định                           | Quy Nhơn                            | 1 566 300                    | 6039,6 km²                      | Nam Trung Bộ                         |
| Khánh Hòa                           | Nha Trang                           | 1 135 000                    | 5217,6 km²                      | Nam Trung Bộ                         |
| Phú Yên                             | Tuy Hòa                             | 873 300                      | 5060,6 km²                      | Nam Trung Bộ                         |
| Quảng Nam                           | Tam Kỳ                              | 1 472 700                    | 10438,3 km²                     | Nam Trung Bộ                         |
| Quảng Ngãi                          | Quảng Ngãi                          | 1 295 600                    | 5152,7 km²                      | Nam Trung Bộ                         |
| Đà Nẵng (municipalità)              | Đà Nẵng (municipalità)              | 788 500                      | 1257,3 km²                      | Nam Trung Bộ                         |
| Bà Rịa-Vũng Tàu                     | Vũng Tàu                            | 926 300                      | 1989,6 km²                      | Dong Nam Bo                          |
| Bình Dương                          | Thủ Dầu Một                         | 964 000                      | 2696,2 km²                      | Dong Nam Bo                          |
| Bình Phước                          | Đồng Xoài                           | 809 500                      | 6883,4 km²                      | Dong Nam Bo                          |
| Bình Thuận                          | Phan Thiết                          | 1 163 700                    | 7836,9 km²                      | Dong Nam Bo                          |
| Đồng Nai                            | Biên Hòa                            | 2 214 800                    | 5903,9 km²                      | Dong Nam Bo                          |
| Ninh Thuận                          | Phan Rang-Tháp Chàm                 | 567 900                      | 3363,1 km²                      | Dong Nam Bo                          |
| Tây Ninh                            | Tây Ninh                            | 1 047 100                    | 4035,9 km²                      | Dong Nam Bo                          |
| Città di Hồ Chí Minh (municipalità) | Città di Hồ Chí Minh (municipalità) | 6 105 800                    | 2098,7 km²                      | Dong Nam Bo                          |
| An Giang                            | Long Xuyên                          | 2 210 400                    | 3536,8 km²                      | Tây Nam Bo - Đồng Bằng Sông Cửu Long |
| Bạc Liêu                            | Bạc Liêu                            | 820 100                      | 2584,1 km²                      | Tây Nam Bo - Đồng Bằng Sông Cửu Long |
| Bến Tre                             | Bến Tre                             | 1 353 300                    | 2360,2 km²                      | Tây Nam Bo - Đồng Bằng Sông Cửu Long |
| Cà Mau                              | Cà Mau                              | 1 232 000                    | 5331,7 km²                      | Tây Nam Bo - Đồng Bằng Sông Cửu Long |
| Đồng Tháp                           | Cao Lãnh                            | 1 667 800                    | 3376,4 km²                      | Tây Nam Bo - Đồng Bằng Sông Cửu Long |
| Hậu Giang                           | Vị Thanh                            | 796 900                      | 1601,1 km²                      | Tây Nam Bo - Đồng Bằng Sông Cửu Long |
| Kiên Giang                          | Rạch Giá                            | 1 684 600                    | 6348,3 km²                      | Tây Nam Bo - Đồng Bằng Sông Cửu Long |
| Long An                             | Tân An                              | 1 423 100                    | 4493,8 km²                      | Tây Nam Bo - Đồng Bằng Sông Cửu Long |
| Sóc Trăng                           | Sóc Trăng                           | 1 276 200                    | 3312,3 km²                      | Tây Nam Bo - Đồng Bằng Sông Cửu Long |
| Tiền Giang                          | Mỹ Tho                              | 1 717 400                    | 2484,2 km²                      | Tây Nam Bo - Đồng Bằng Sông Cửu Long |
| Trà Vinh                            | Trà Vinh                            | 1 036 800                    | 2295,1 km²                      | Tây Nam Bo - Đồng Bằng Sông Cửu Long |
| Vĩnh Long                           | Vĩnh Long                           | 1 057 000                    | 1479,1 km²                      | Tây Nam Bo - Đồng Bằng Sông Cửu Long |
| Cần Thơ (municipalità)              | Cần Thơ (municipalità)              | 1 139 900                    | 1401,6 km²                      | Tây Nam Bo - Đồng Bằng Sông Cửu Long |

### Città principali

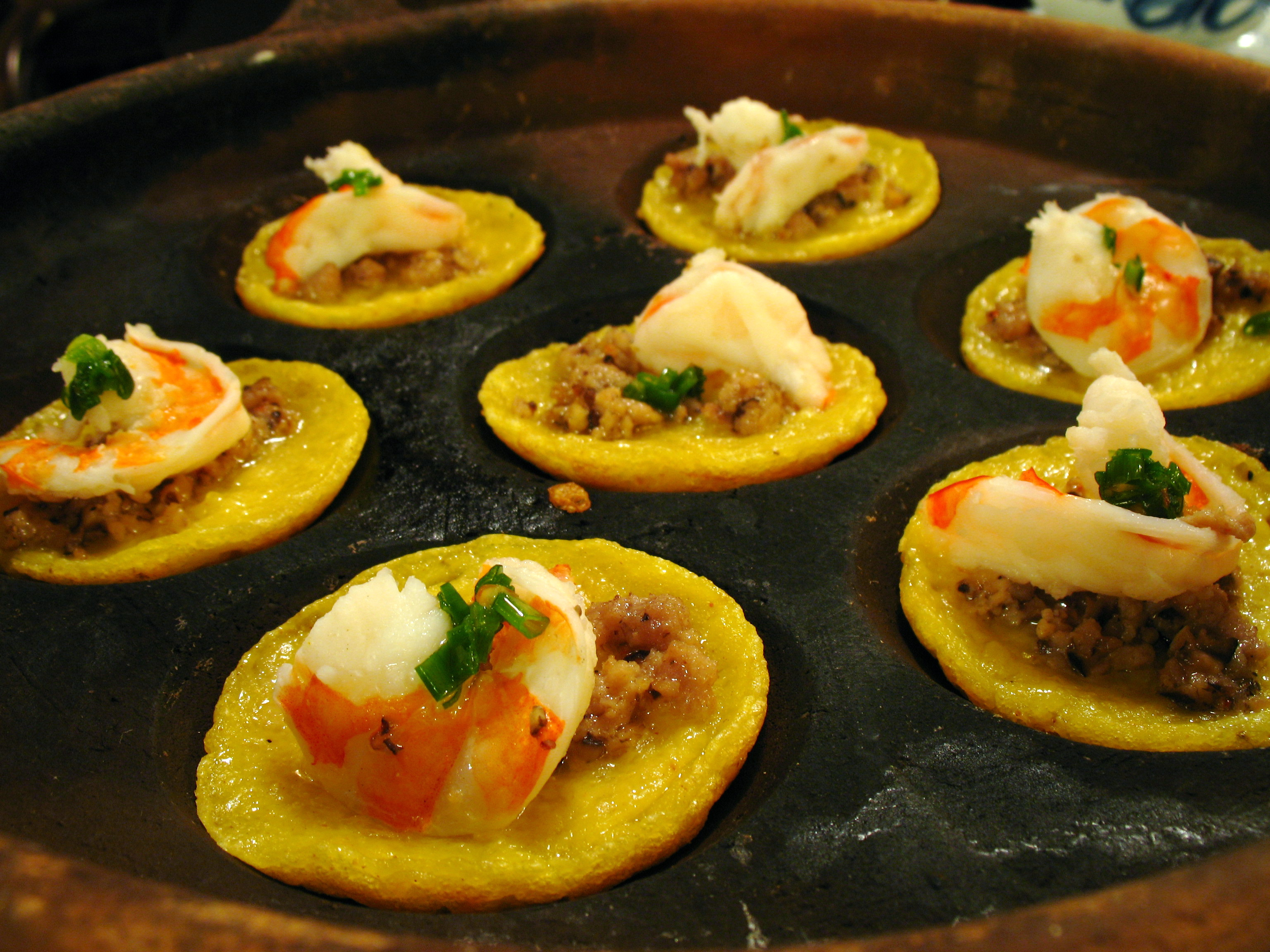
Bánh khọt, crêpe di riso, popolari nel Vietnam meridionale

La maggior parte dei centri urbani è localizzata nel Vietnam meridionale. Tra le città più importanti soltanto la capitale Hà Nội (3057000 ab.) non sorge sulla costa ma sorge al centro del delta del fiume Rosso, ed è un importante centro commerciale ed industriale. Hồ Chí Minh (5925000 ab.), nota in passato come Sài Gòn, è un importante centro commerciale. Durante il periodo coloniale fu il centro politico più importante per l'Indocina francese. Le altre città sono Đà Nẵng (750000 ab.) situata nelle vicinanze della città di Huè (212000 ab.) e infine Haiphong (1448000 ab.).

### Istituzioni

#### Ordinamento scolastico
In Vietnam tutte le scuole sono state nazionalizzate dopo la riunificazione del Paese e l'istruzione è stata resa obbligatoria e gratuita. Le università più importanti sono quella di Hà Nội e quelle di Hồ Chí Minh e Buôn Mê Thuột. All'inizio degli anni novanta si contavano nel Paese oltre cento università e istituti di istruzione superiore ai quali erano iscritti circa 129 600 studenti. Il 94% della popolazione adulta è alfabetizzata. La vita culturale del Vietnam ha subito le influenze cinesi fino alla dominazione francese del XIX secolo, che ha introdotto nel Paese elementi della cultura occidentale.

#### Università
Tra le università vietnamite ricordiamo l'Università Medica di Hanoi: istituita nel 1902, è la più antica università del Vietnam.

#### Sistema sanitario
I parametri possono ritenersi soddisfacenti per un Paese a basso livello di reddito, anche se la scarsa presenza di strutture moderne e lo stato di degrado di molte attrezzature rendono la situazione più grave. Il personale medico e paramedico è preparato. Il 90% della popolazione ha accesso al sistema sanitario nazionale, dato elevato rispetto ad altri paesi in via di sviluppo.

#### Forze armate
Le operazioni dell'Esercito Popolare Vietnamita sono presiedute e coordinate dal Ministero della Difesa Nazionale, essendone anche il Comandante in capo. Tuttavia gran parte delle direttive in campo militare sono presiedute dalla Commissione Militare Centrale, facente capo al Partito Comunista del Vietnam. L'esercito è suddiviso in un corpo militare centrale e da una serie di distaccamenti locali, e, come gran parte degli eserciti moderni, è composto da una parte di forze regolari e da una parte di riservisti. In tempo di pace le forze regolari sono ridotte al minimo indispensabile, e tenute in costante addestramento fisico e tattico.
L'Esercito Popolare Vietnamita è composto da diverse unità che formano il corpo centrale (Chủ lực), i distaccamenti locali (Địa phương) e le Forze Popolari di Difesa (Dân quân-Tự vệ).
Le unità in questione sono:
- le Forze di Terra Vietnamite (Lục quân);
- le Forze di Difesa dei Confini Vietnamite (Lực lượng Biên phòng);
- la Marina Popolare del Vietnam (Hải quân Nhân dân Việt Nam), che comprende fanteria navale e Marines;
- la Guardia Costiera Popolare del Vietnam (Bộ đội Biên phòng Việt Nam);
- la Forza Popolare di Difesa Aerea del Vietnam (Phòng không-Không quân nhân dân Việt Nam).

L'Esercito Popolare è organizzato su quattro corpi d'armata principali; il personale attivo viene calcolato dagli istituti di ricerca internazionale in 411 000 soldati. Le formazioni disponibili o mobilitabili in caso di crisi politiche ammonterebbero a 14 quartier generali di corpo d'armata, 10 brigate corazzate, tre divisioni meccanizzate, 58 divisioni di fanteria; inoltre sarebbero ancora disponibili 15 reggimenti indipendenti di fanteria, una brigata aviotrasportata; numerose brigate e battaglioni di difesa locale, oltre a 10 brigate di artiglieria campale e otto divisioni e 20 brigate di genieri.
L'equipaggiamento disponibile, ammonterebbe a:
- 1 800 carri armati: modelli T-72, T-54, T-59, T-62, PT-76, SU-100, alcuni M48 americani;
- 4 900 veicoli corazzati trasporto truppe: principalmente BMP-1, BMP-2, BMP-3 e BTR sovietici ma anche numerosi M113 americani;
- 7 350 pezzi d'artiglieria;
- 159 elicotteri.

## Politica

### Politica interna

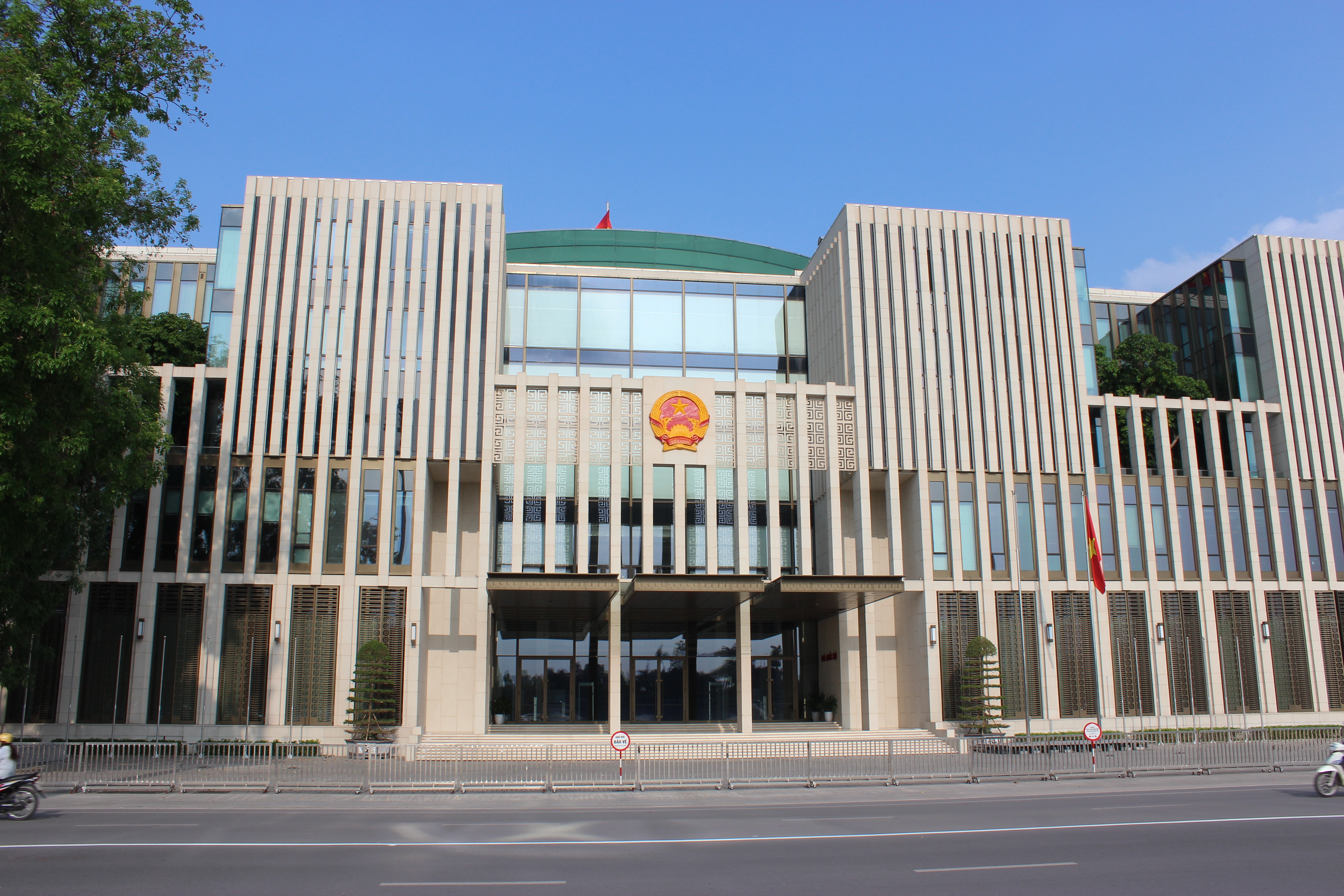
La sede dell'Assemblea Nazionale ad Hanoi

La Costituzione del Vietnam è entrata in vigore nel 1992 e assegna al Partito Comunista del Vietnam il ruolo di guida all'interno della società vietnamita. Possono concorrere alle elezioni solo le organizzazioni affiliate al partito. La forma di governo è di Stato socialista unicamerale. Il potere legislativo è delegato all'Assemblea Nazionale, composta da 493 membri.
L'elettorato passivo spetta a tutti i cittadini maggiori di 18 anni; l'elettorato attivo spetta a tutti i cittadini maggiori di 21 anni. L'Assemblea Nazionale elegge il Primo Ministro, il Presidente dell'Assemblea Nazionale e il Presidente della Repubblica: quest'ultimo ha il compito di scegliere i Ministri tra i membri dell'Assemblea, su indicazione di quest'ultima. In Vietnam la corte di grado più elevato è la Suprema corte popolare. Ai giudici delle corti popolari l'incarico viene conferito tramite elezione.
L'attuale Costituzione del Vietnam (Hiến pháp nước Cộng hòa xã hội chủ nghĩa Việt Nam) è stata adottata il 28 novembre 2013.

### Politica estera
Ad oggi la politica estera vietnamita è aperta verso tutti i paesi del mondo, con la gran parte dei quali s'intrattengono normali relazioni commerciali e diplomatiche. Con la Cina, il più importante tra i paesi confinanti, esistono però tensioni riguardanti il Mar Cinese Meridionale, in particolare quelle relative alla sovranità delle Isole Paracelso, situate in acque sulle quali i due Paesi rivendicano diritti di sfruttamento delle risorse e che Pechino controlla di fatto dal 1974. Ulteriori contenziosi riguardano l'arcipelago delle Isole Spratly: una quarantina di isolotti è soggetta all'occupazione militare da parte di Cina, Taiwan, Malaysia, Vietnam e Filippine. Le rivendicazioni del Vietnam, basate sull'asserita continuità nel controllo di tali aree, si scontrano con quelle di Pechino, che rivendica la quasi totalità del mare, definendolo "acque storiche" cinesi. Il Vietnam non ha escluso una possibile azione legale in sede ONU nei confronti della Cina.
L'organo istituzionale deputato alla gestione della politica estera è il Ministero degli affari esteri vietnamita.

## Economia
Il Prodotto Nazionale Lordo pro capite a parità di potere d'acquisto è di 8650,13 $ mentre la disoccupazione nel 2020 era del 3,72%. L'economia del Vietnam ha risentito delle guerre e degli sconvolgimenti politici. Al nord, dopo la fine della colonizzazione fu fatta un'importante riforma agraria e furono create delle industrie di lavorazione delle materie prime. Nel 1953 furono confiscate le terre e iniziò un processo di strutturazione dell'agricoltura in cooperative. Nel 1954 gli Accordi di Ginevra e la divisione de facto in due del Paese segnarono uno stop al processo.
Negli anni sessanta il governo del Vietnam del Sud, nel tentativo di controllare le infiltrazioni comuniste nelle campagne, intraprese un processo di nazionalizzazione delle terre con il trasferimento coatto nei cosiddetti "Villaggi strategici" dei contadini, così più facilmente controllabili. Le terre abbandonate furono poi redistribuite per la stragrande maggioranza ai grandi proprietari terrieri, alleati del regime. Questo evento è considerato dalla storiografia una della grandi cause della vittoria della guerra da parte della guerriglia comunista fomentata ed appoggiata dal Vietnam del Nord. Da allora, infatti, nelle campagne - politicamente rimaste neutrali - cominciò a crescere sempre di più il consenso e l'appoggio per la guerriglia comunista.
Negli anni ottanta con la riunificazione venne incentivato lo sviluppo delle industrie anche al sud, incentivi che condussero ad un aumento dell'inflazione ed una crisi economica. Dal 1986 il Vietnam ha cercato di convertire la propria economia prevalentemente agricola aprendosi ai mercati esteri nel tentativo di dare impulso ad un'industria che sembra avere grandi potenzialità, emulando le altre economie asiatiche: nel 2019 il Vietnam ha avuto un tasso di crescita economica del 7,2%, che continua una scia di crescita del PIL ininterrotta dal 2000. Una grande abbondanza di forza lavoro giovanile, una buona scolarità, unita ad una vivace cultura commerciale, fanno del Vietnam uno dei paesi con le migliori prospettive di crescita economica del prossimo decennio.

### Risorse economiche

#### Agricoltura

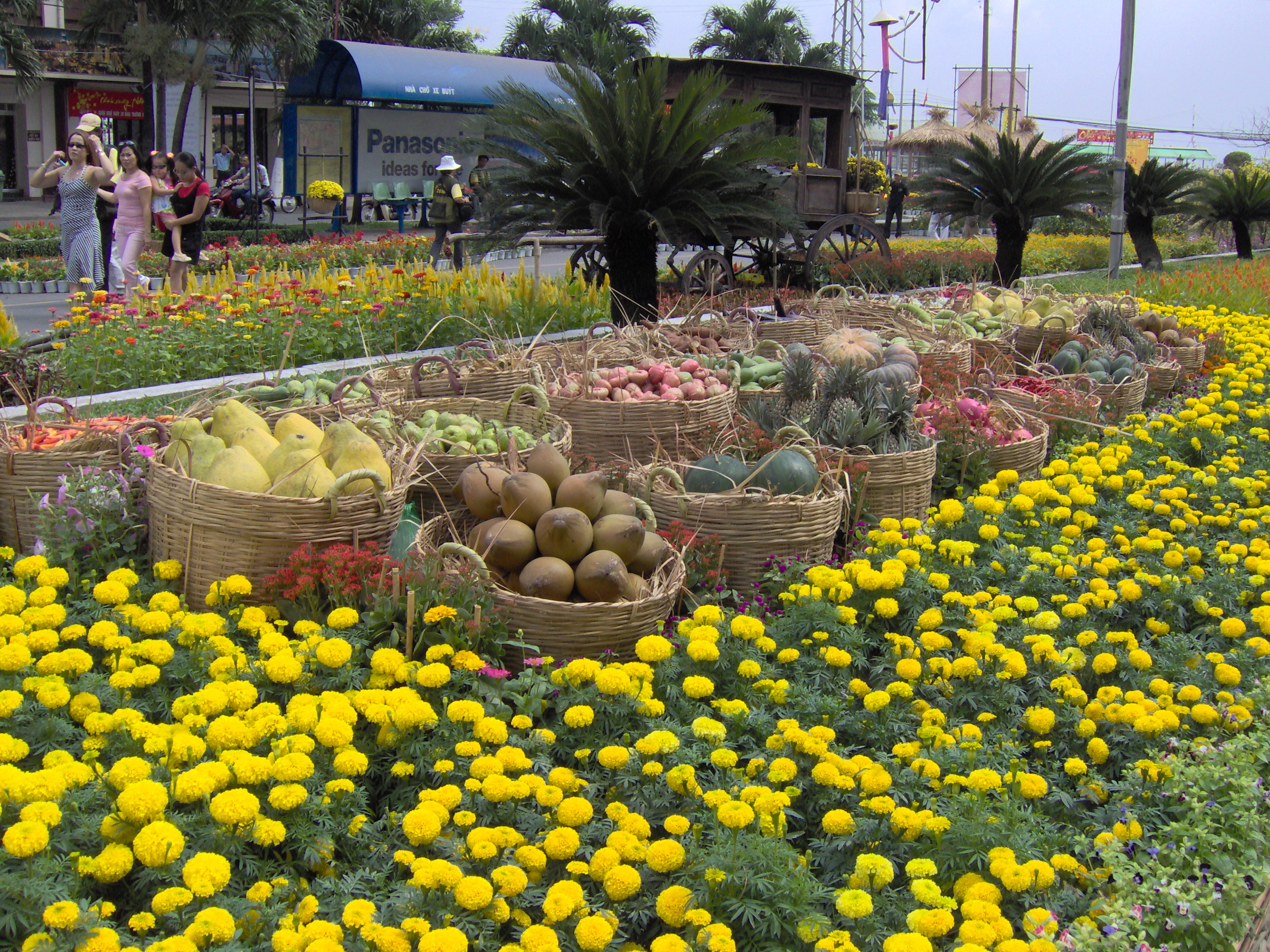
Ho Chi Minh durante la festività del Têt

Il settore principale dell'economia del Vietnam è l'agricoltura, il cui prodotto primario è il riso, coltivato soprattutto nella regione della Cocincina. Oltre al riso vi sono altre coltivazioni importanti nel Paese: canna da zucchero, patate dolci, manioca, soia e mais; le principali colture di piantagione sono invece caffè, tè e caucciù. È molto importante inoltre l'allevamento suino, bovino e di animali da cortile.

#### Selvicoltura e pesca
Le foreste coprono circa il 20% della superficie del Paese, ma a causa dell'inefficiente rete di trasporti la selvicoltura non è molto sviluppata; si ricavano tuttavia legni pregiati come l'ebano; nel sud è molto importante la coltivazione di bambù. La pesca è praticata soprattutto nel sud dove è favorita dagli estesi litorali, e dai numerosi corsi d'acqua; in questi ultimi anni i prodotti della pesca hanno cominciato ad avere un importante peso negli scambi commerciali; i principali prodotti sono i crostacei, gamberi e molluschi. È sviluppato inoltre l'allevamento di pesci in acqua dolce.

#### Risorse minerarie
Le risorse principali del sottosuolo si trovano principalmente nella zona nord-ovest dello Stato e sono costituite da carbone, antracite, rame, stagno, zinco, ferro, oro e cromo. Esiste inoltre una notevole produzione di fosfati e sale. Il carbone viene usato principalmente per la produzione di energia elettrica, mentre il considerevole potenziale idroelettrico non viene molto sfruttato. Si estrae anche gas naturale e petrolio dai giacimenti situati sul delta del fiume Rosso. L'estrazione del petrolio ebbe inizio nel 1975 e la produzione è gestita in prevalenza da una compagnia statale, il possesso delle aree in cui si trovano i giacimenti è rivendicato alla Cina.

#### Industria
Le principali industrie sono concentrate nella zona tra Hà Nội, Hải Phòng e Nam Định. Nella zona di Hải Phòng si concentrano le industrie navali e della lavorazione del riso. Le attività più importanti sono le industrie tessili, le acciaierie e numerosi impianti di trasformazione dei prodotti agricoli come distillerie e zuccherifici. Nel Vietnam meridionale vi sono manifatture di tabacco, birrifici e impianti per la lavorazione del caucciù, oltre a industrie per la produzione di carta, cemento e chimiche per i fertilizzanti. I prodotti per l'esportazione sono: il riso, il petrolio, il carbone, i capi di abbigliamento, le calzature, le ceramiche, le pietre preziose e la seta, esportate in Giappone, Cina, Filippine, Singapore, Francia e Germania. I principali prodotti di importazione sono: combustibili minerali, trattori, fertilizzanti e mezzi di trasporto.
Negli ultimi anni l'industria si è molto sviluppata, sostituendo l'agricoltura come fonte di entrata primaria dell'economia vietnamita, tanto che il 39% delle esportazioni nazionali, per un valore di circa 118 miliardi di dollari, è fornito da componenti elettroniche.

#### Turismo
Il turismo è un elemento importante dell'attività economica nel Paese, contribuendo al 7,5% del prodotto interno lordo. Il Vietnam ha accolto oltre 12,9 milioni di visitatori nel 2017, con un aumento del 29,1% rispetto all'anno precedente, rendendo il Vietnam una delle destinazioni turistiche a più rapida crescita negli ultimi anni. La grande maggioranza dei visitatori in Vietnam nel 2017 proveniva dall'Asia, con 9,7 milioni di turisti. La Cina (4 milioni), la Corea del Sud (2,6 milioni) e il Giappone (798 119) hanno costituito la metà di tutti gli arrivi internazionali nel 2017. Il Vietnam attira anche un gran numero di visitatori dall'Europa con quasi 1,9 milioni di visitatori nel 2017. La Russia (574 164), il Regno Unito (283 537), seguita da vicino dalla Francia (255 396) e la Germania (199 872) sono state le principali fonti di arrivi internazionali dall'Europa. Altri arrivi internazionali significativi comprendono gli Stati Uniti (614 117) e l'Australia (370 438). Le destinazioni più visitate in Vietnam sono Città Ho Chi Minh con 5,8 milioni di arrivi internazionali, seguita da Hanoi con 4,6 milioni e Hạ Long, compresa Hạ Long Bay con 4,4 milioni di arrivi. Tutte e tre sono classificate nelle prime 100 città più visitate al mondo. Il Vietnam è sede di otto siti del patrimonio mondiale dell'UNESCO, il più alto per numero di siti nel sud-est asiatico.

### Trasporti
Dopo la guerra è stato incentivato l'aumento delle vie di comunicazione tra nord e sud del Paese; che si sviluppa nella rete stradale con 93300 km di strade di cui nel 1996 solo il 25% era asfaltato. La rete ferroviaria è controllata dal monopolista di Stato Ferrovie del Vietnam e si estende soprattutto al nord con 2832 km. Il Fiume Rosso e il Mê Kông rendono molto agevole ed economico il trasporto su acqua.

## Cultura

### Letteratura

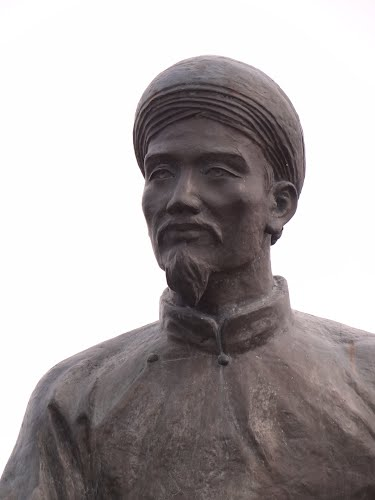
Nguyễn Du.

La letteratura vietnamita conobbe un periodo di splendore soprattutto nel XIX secolo con uno dei massimi capolavori letterari: il poema epico La storia di Kieu, scritto da Nguyễn Du.

### Musica
La musica vietnamita è la musica della tradizione vietnamita. Questo tipo di musica ha due modalità principali, il Bac, la musica allegra, e Nam, la musica triste. È stata influenzata dalla musica cinese, insieme alla Corea, Mongolia e Giappone. Questa musica è stata inventata nel periodo del Champa.
Tra i cantanti vietnamiti che si sono affermati nel XX secolo possiamo ricordare Trịnh Công Sơn, Phạm Duy e Van Cao (compositore).

### Cinema
Tra i film vietnamiti che hanno riscosso successo internazionale possiamo ricordare Il profumo della papaya verde (1992) del regista Trần Anh Hùng: il film ha vinto, tra l'altro, la Caméra d'or al Festival di Cannes del 1993 ed è stato, nel 1994, il primo film vietnamita a essere candidato per l'Oscar al miglior film straniero; e ancora il film Cyclo, sempre del regista Trần Anh Hùng, Leone d'oro al miglior film alla 52ª Mostra internazionale d'arte cinematografica di Venezia.

### Patrimoni dell'umanità
Diversi siti del Vietnam sono entrati a far parte della Lista dei patrimoni dell'umanità dell'UNESCO.

### Abbigliamento
Tipico abbigliamento tradizionale vietnamita è chiamato Áo dài.

### Gastronomia
La cucina vietnamita è abbastanza variegata e il prodotto tipico è rappresentato generalmente dal riso; è noto anche un tipo di pane chiamato Bánh mì.

### Scienza e tecnologia

#### Il Vietnam nello spazio
- 23 luglio 1980: Phạm Tuân è il primo vietnamita ad andare nello spazio
- 18 aprile 2008: viene lanciato Vinasat-1,[37], il primo satellite vietnamita messo in orbita.
- 14 aprile 2025: Amanda Nguyen è la prima vietnamita ad andare nello spazio [38]

## Ricorrenze nazionali
| Data                             | Nome                                                          | Significato                                                                               |
| -------------------------------- | ------------------------------------------------------------- | ----------------------------------------------------------------------------------------- |
| Gennaio-Febbraio                 | Tết Nguyên Ðán                                                | celebrazione del capodanno vietnamita                                                     |
| 10º giorno del terzo mese lunare | Hung Kings' Festival                                          | omaggio ai Re Hung, tradizionali fondatori della Nazione e primi Imperatori               |
| 30 aprile                        | Giorno di liberazione del Sud per la riunificazione nazionale | Caduta di Saigon, Liberazione dalle truppe americane; Riunificazione del Vietnam nel 1975 |
| 2 settembre                      | Festa nazionale: Ngày Quốc Khánh                              | Dichiarazione di indipendenza dalla Francia: fondazione del Vietnam del Nord, nel 1945    |

- La celebrazione dell'Hung Kings' Festival si può collegare al periodo della Dinastia Hồng Bàng e alla leggenda di Hùng Vương, eroe della cultura del popolo vietnamita, il primo re del Vietnam e il padre fondatore della Nazione.

## Sport
Lo sport nazionale è rappresentato da diversi tipi di arti marziali vietnamite; ad esempio il vovinam viet vo dao e il qwan ki do, che prevedono anche l'uso di armi, e infine la viet boxing, il classico pugilato vietnamita, molto simile alla muay thai, il pugilato tailandese.

### Giochi olimpici
La prima medaglia olimpica per il Vietnam fu vinta nel taekwondo da Trần Hiếu Ngân, medaglia d'argento a Sydney 2000.
Hoàng Xuân Vinh fu il primo vietnamita a vincere una medaglia d'oro ai Giochi olimpici

### Calcio
La Nazionale di calcio del Vietnam ha vinto due volte il Campionato dell'ASEAN di calcio, nel 2008 e nel 2018.

### Scacchi
Nella disciplina degli scacchi da ricordare l'importante affermazione da parte di Lê Quang Liêm, che ha vinto nel 2013 il Campionato del mondo di scacchi lampo.